# Fundo de Fortalecimento da Escola
Fundescola (Fundo de Fortalecimento da Escola) é um programa do Ministério da Educação, cofinanciado pelo BIRD (Banco Internacional de Reconstrução e Desenvolvimento) e elaborado em parcecia com as secretarias estaduais e municipais de educação. Estabelece um conjunto de ações para o ensino público fundamental regular nos estados das regiões Norte, Nordeste e Centro Oeste.